# Santi Cazorla
Pour les articles homonymes, voir Cazorla.
Santiago Cazorla González, dit Santi Cazorla, né le 13 décembre 1984 à Lugo de Llanera dans les Asturies, est un footballeur international espagnol qui évolue actuellement au poste de milieu offensif au Real Oviedo.

## Biographie

### Club

#### Villarreal CF
Santi Cazorla joue son premier match professionnel le 30 novembre 2003 en entrant à une minute de la fin du match contre le Deportivo La Corogne en Primera División.

#### Recreativo de Huelva
En juillet 2006, Santi Cazorla est recruté par le Recreativo de Huelva contre 600 000 € pour quatre ans mais avec une option de retour à Villarreal CF. Cette option est utilisée dès la saison suivante, et Santi Cazorla retrouve ainsi son club formateur.

#### Retour au Villarreal CF
Santi Cazorla revient au Villarreal CF durant l'été 2007.

#### Málaga CF
Le 26 juillet 2011, Santi Cazorla signe un contrat de cinq ans au Málaga CF. Il prend part à 42 matches toutes compétitions confondues et marque un total de 9 buts avec le club. 

#### Arsenal FC
Le 7 août 2012, Santi Cazorla signe un contrat de « longue durée » en faveur de l'Arsenal FC,. Il joue son premier match face à Sunderland AFC où il est nommé homme du match. Durant le match comptant pour la 3e journée de Premier League, Santi Cazorla délivre une passe décisive à Lukas Podolski et marque son premier but avec les Gunners face à Liverpool à Anfield (victoire 0-2). Le 17 décembre 2012, Santi Cazorla marque son premier triplé avec Arsenal face à Reading (victoire 5-2).
Pour sa première saison, Santi Cazorla inscrit 12 buts en Premier League pour 11 passes décisives, ce qui lui permet d'être élu meilleur Gunner de l'année par les supporteurs, devançant Laurent Koscielny et Theo Walcott. La saison 2013-2014 est compliquée ; il manque de temps de jeu à la suite de l'arrivée de Mesut Özil ; son rendement s'en ressent. En 46 matches, il marque 7 buts et délivre 9 passes décisives. Santi Cazorla remporte son premier titre avec les Gunners, la FA Cup, où il marque sur un coup franc face à Hull City (victoire 3-2). Il remporte la Community Shield face à Manchester City où il est encore auteur du premier but (victoire 3-0). Le 30 mai 2015, Santi Cazorla remporte la FA Cup pour la deuxième fois consécutive. Il réalise une prestation de qualité et délivre notamment une passe décisive, ce qui lui permet d'être nommé homme du match (victoire 4-0).
Pour la saison 2016-2017, il reprend sa place de titulaire mais est mis en rivalité avec Aaron Ramsey et Granit Xhaka au poste de milieu défensif. Malgré un bon début d'exercice avec deux buts, Santi Cazorla se blesse au tendon d'Achille droit le 19 octobre 2016 en Ligue des champions contre le PFK Ludogorets Razgrad. Sa blessure nécessite une opération en décembre mais le milieu apprend qu'il a la gangrène qui se développe dans la zone endommagée, dévorant petit à petit le tendon et l'os du talon. Le diagnostic est très pessimiste, les médecins annonçant qu'il pourrait ne plus marcher voire perdre sa jambe. Finalement, Santi Cazorla subit une greffe cutanée réussie avec l'utilisation de la peau de son avant-bras gauche. Il aura reçu huit opérations depuis le début de ses problèmes physiques. Dès lors, il entreprend la rééducation et vise un retour à la compétition pour 2018. Toujours en contrat avec Arsenal, Santi Cazorla quitte le club londonien à l'issue de la saison 2017-2018. 

#### Dernier retour au Villarreal CF
Afin de retrouver son niveau, Santi Cazorla s'entraîne quelque temps avec les jeunes du Deportivo Alavés. Il retourne ensuite au Villarreal CF pour participer à la préparation de pré-saison et prouver sa bonne condition physique. Santi Cazorla joue son premier match contre Hércules en amical au mois de juillet 2018, 636 jours après sa dernière apparition officielle.
Le 9 août 2018, Santi Cazorla s'engage finalement pour son ancien club. Il est présenté le lendemain aux supporters de manière originale. Santi Cazorla apparaît dans une capsule de verre pleine de brume avec l'aide d'un magicien, le club jouant sur leur slogan pour le retour du milieu : « La magie revient ».
Santi Cazorla dispute son premier match le 18 août 2018, titulaire lors d'une défaite 1-2 contre la Real Sociedad. Il marque son premier but le 4 octobre 2018 suivant face au Spartak Moscou en Ligue Europa (3-3). Santi Cazorla retrouve rapidement ses sensations sur le terrain et le niveau qui était le sien à Arsenal. Le 3 janvier 2019, le milieu réalise un doublé contre le Real Madrid permettant un nul 2-2 à domicile. Le mois d'avril est une réussite pour Santi Cazorla qui délivre quatre passes décisives en Liga. Villarreal CF réalise un beau parcours en Ligue Europa, échouant en quarts de finale contre le Valence CF. Il termine la saison avec quatre buts et dix passes en championnat, se classant troisième meilleur passeur de l'élite espagnole.
Cazorla effectue une saison 2019-20 réussie sur le plan individuel. Tireur attitré des pénaltys, il en convertit huit sur ses onze réalisations en Liga, en plus de neuf passes décisives délivrées. Ses statistiques lui permettent d'être parmi les meilleurs buteurs et passeurs du championnat. Véritable maître à jouer du milieu de Villarreal, Cazorla est l'un des éléments clefs la cinquième place obtenue, synonyme de qualification du club pour la Ligue Europa. En Coupe du Roi, il marque quatre buts en cinq rencontres mais le club est éliminé de la compétition en quarts de finale contre Mirandés.
Malgré deux saisons où il démontre tout son talent, Cazorla quitte le club en juillet 2020 en expliquant : « Villarreal m'a tout donné. Quand j'avais 18 ans, le club a fait le pari de recruter un jeune garçon d'Oviedo que personne ne connaissait. »

#### Al-Sadd SC
Le 20 juillet 2020, Santi Cazorla rejoint le club d'Al-Sadd SC au Qatar, équipe où il évoluera sous les ordres de son compatriote espagnol Xavi Hernández, avec qui il avait remporté l'Euro 2008 et 2012.

#### Real Oviedo
Le 16 août 2023, le club espagnol du Real Oviedo, évoluant en Segunda División, officialise la signature de Cazorla pour une saison. Ce transfert marque son retour en Espagne après trois ans au Qatar, mais aussi son retour dans son club formateur, dans lequel il a évolué de 1996 à 2003. Pour faciliter la signature, Cazorla accepte de recevoir le salaire minimum du championnat, et de laisser la totalité de ses droits à l'image au club, à condition que 10 % de la vente de ses maillots aille au centre de formation, déclarant : « Je ne veux rien d'Oviedo... Je me sens déjà payé pour avoir l'opportunité de porter à nouveau ce maillot et de vivre mes dernières aventures près des miens ».

### Sélection nationale
Santi Cazorla honore sa première sélection pour la sélection espagnole le 31 mai 2008 en remplaçant Andrés Iniesta contre le Pérou en amical. Santi Cazorla est convoqué pour l'Euro 2008. La Roja remporte cette compétition, ce qui constitue le premier titre en tant qu'international pour Santi Cazorla. Santi Cazorla inscrit son premier but avec l'Espagne le 19 novembre 2008 lors du match amical face au Chili (victoire 3-0). Non convoqué pour la Coupe du monde 2010 en Afrique du Sud remportée par les Espagnols contre les Pays-Bas, Santi Cazorla dispute l'Euro 2012. L'Espagne s'impose en finale aux dépens de l'Italie et réussit un triplé historique, ayant remporté les Euro 2008 et 2012 ainsi que la Coupe du monde 2010.
Présent à la Coupe du monde 2014 au Brésil, Santi Cazorla voit l'Espagne se fait sortir dès la phase de groupe. Santi Cazorla retrouve la Roja en juin 2019 pour la première fois depuis novembre 2015. Il est titulaire contre les îles Féroé le 7 juin 2019 lors d'une victoire 4-1 comptant pour les éliminatoires de l'Euro 2020. Santi Cazorla marque un but face à Malte le 15 novembre 2019, plus de quatre ans après son dernier but, et participe à un large succès 7-0.

## Statistiques
| Saison                | Club                  | Championnat           | Championnat | Championnat | Championnat | Coupe(s) nationale(s) | Coupe(s) nationale(s) | Coupe(s) nationale(s) | Supercoupe | Supercoupe | Supercoupe | Compétition(s) continentale(s) | Compétition(s) continentale(s) | Compétition(s) continentale(s) | Compétition(s) continentale(s) | Play-Offs | Play-Offs | Play-Offs | Total | Total | Total |
| Saison                | Club                  | Division              | M.          | B.          | P.d.        | M.                    | B.                    | P.d.                  | M.         | B.         | P.d.       | Comp.                          | M.                             | B.                             | P.d.                           | M.        | B.        | P.d.      | M.    | B.    | P.d.  |
| 2003-2004             | Villarreal CF         | Liga                  | 2           | 0           | 0           | -                     | -                     | -                     | -          | -          | -          | C3                             | 0                              | 0                              | 0                              | -         | -         | -         | 2     | 0     | 0     |
| 2004-2005             | Villarreal CF         | Liga                  | 29          | 2           | 2           | 1                     | 0                     | 0                     | -          | -          | -          | C4+C3                          | 7+11                           | 1+4                            | 1+0                            | -         | -         | -         | 48    | 7     | 3     |
| 2005-2006             | Villarreal CF         | Liga                  | 23          | 0           | 3           | -                     | -                     | -                     | -          | -          | -          | C1                             | 2                              | 0                              | 0                              | -         | -         | -         | 25    | 0     | 3     |
| Sous-total            | Sous-total            | Sous-total            | 54          | 2           | 5           | 1                     | 0                     | 0                     | -          | -          | -          | -                              | 20                             | 5                              | 1                              | -         | -         | -         | 75    | 7     | 6     |
| 2006-2007             | Recreativo de Huelva  | Liga                  | 34          | 5           | 6           | -                     | -                     | -                     | -          | -          | -          | -                              | -                              | -                              | -                              | -         | -         | -         | 34    | 5     | 6     |
| 2007-2008             | Villarreal CF         | Liga                  | 36          | 5           | 6           | 6                     | 0                     | 1                     | -          | -          | -          | C3                             | 7                              | 1                              | 0                              | -         | -         | -         | 49    | 6     | 7     |
| 2008-2009             | Villarreal CF         | Liga                  | 30          | 8           | 5           | 1                     | 0                     | 0                     | -          | -          | -          | C1                             | 8                              | 0                              | 0                              | -         | -         | -         | 39    | 8     | 5     |
| 2009-2010             | Villarreal CF         | Liga                  | 24          | 5           | 2           | 2                     | 0                     | 0                     | -          | -          | -          | C3                             | 4                              | 1                              | 0                              | -         | -         | -         | 30    | 6     | 2     |
| 2010-2011             | Villarreal CF         | Liga                  | 37          | 5           | 10          | 4                     | 1                     | 1                     | -          | -          | -          | C3                             | 14                             | 2                              | 3                              | -         | -         | -         | 55    | 8     | 14    |
| Sous-total            | Sous-total            | Sous-total            | 127         | 23          | 23          | 13                    | 1                     | 2                     | -          | -          | -          | -                              | 33                             | 4                              | 3                              | -         | -         | -         | 173   | 28    | 28    |
| 2011-2012             | Málaga CF             | Liga                  | 38          | 9           | 5           | 4                     | 0                     | 2                     | -          | -          | -          | -                              | -                              | -                              | -                              | -         | -         | -         | 42    | 9     | 7     |
| 2012-2013             | Arsenal FC            | Premier League        | 38          | 12          | 11          | 4                     | 0                     | 1                     | -          | -          | -          | C1                             | 7                              | 0                              | 1                              | -         | -         | -         | 49    | 12    | 13    |
| 2013-2014             | Arsenal FC            | Premier League        | 31          | 4           | 8           | 7                     | 3                     | 1                     | -          | -          | -          | C1                             | 8                              | 0                              | 0                              | -         | -         | -         | 46    | 7     | 9     |
| 2014-2015             | Arsenal FC            | Premier League        | 37          | 7           | 11          | 6                     | 0                     | 2                     | 1          | 1          | 0          | C1                             | 9                              | 0                              | 2                              | -         | -         | -         | 53    | 8     | 15    |
| 2015-2016             | Arsenal FC            | Premier League        | 15          | 0           | 3           | -                     | -                     | -                     | 1          | 0          | 0          | C1                             | 5                              | 0                              | 1                              | -         | -         | -         | 21    | 0     | 4     |
| 2016-2017             | Arsenal FC            | Premier League        | 8           | 2           | 2           | -                     | -                     | -                     | -          | -          | -          | C1                             | 3                              | 0                              | 1                              | -         | -         | -         | 11    | 2     | 3     |
| 2017-2018             | Arsenal FC            | Premier League        | 0           | 0           | 0           | -                     | -                     | -                     | -          | -          | -          | C3                             | 0                              | 0                              | 0                              | -         | -         | -         | 0     | 0     | 0     |
| Sous-total            | Sous-total            | Sous-total            | 129         | 25          | 35          | 17                    | 3                     | 4                     | 2          | 1          | 0          | -                              | 32                             | 0                              | 5                              | -         | -         | -         | 180   | 29    | 44    |
| 2018-2019             | Villarreal CF         | Liga                  | 35          | 4           | 10          | 1                     | 1                     | 0                     | -          | -          | -          | C3                             | 10                             | 2                              | 1                              | -         | -         | -         | 46    | 7     | 11    |
| 2019-2020             | Villarreal CF         | Liga                  | 35          | 11          | 9           | 5                     | 4                     | 1                     | -          | -          | -          | -                              | -                              | -                              | -                              | -         | -         | -         | 40    | 15    | 10    |
| Sous-total            | Sous-total            | Sous-total            | 70          | 15          | 19          | 6                     | 5                     | 1                     | -          | -          | -          | -                              | 10                             | 2                              | 1                              | -         | -         | -         | 86    | 22    | 21    |
| 2019-2020             | Al-Sadd SC            | QSL                   | -           | -           | -           | 3                     | 2                     | 0                     | -          | -          | -          | -                              | -                              | -                              | -                              | -         | -         | -         | 3     | 2     | 0     |
| 2020-2021             | Al-Sadd SC            | QSL                   | 20          | 13          | 11          | 8                     | 4                     | 1                     | -          | -          | -          | AFC                            | 4                              | 1                              | 2                              | -         | -         | -         | 32    | 18    | 14    |
| 2021-2022             | Al-Sadd SC            | QSL                   | 16          | 6           | 8           | 3                     | 0                     | 3                     | -          | -          | -          | AFC                            | 6                              | 3                              | 1                              | -         | -         | -         | 25    | 9     | 12    |
| 2022-2023             | Al-Sadd SC            | QSL                   | 19          | 4           | 6           | 12                    | 5                     | 1                     | -          | -          | -          | AFC                            | 6                              | 1                              | 1                              | -         | -         | -         | 37    | 10    | 8     |
| Sous-total            | Sous-total            | Sous-total            | 55          | 23          | 25          | 26                    | 11                    | 5                     | -          | -          | -          | -                              | 16                             | 5                              | 4                              | -         | -         | -         | 97    | 39    | 34    |
| 2023-2024             | Real Oviedo           | Liga 2                | 24          | 0           | 4           | 1                     | 0                     | 0                     | -          | -          | -          | -                              | -                              | -                              | -                              | 1         | 0         | 0         | 26    | 0     | 4     |
| 2024-2025             | Real Oviedo           | Liga 2                | 32          | 3           | 5           | -                     | -                     | -                     | -          | -          | -          | -                              | -                              | -                              | -                              | 3         | 2         | 0         | 35    | 5     | 5     |
| 2025-2026             | Real Oviedo           | Liga                  | 1           | 0           | 0           | -                     | -                     | -                     | -          | -          | -          | -                              | -                              | -                              | -                              | -         | -         | -         | 1     | 0     | 0     |
| Sous-total            | Sous-total            | Sous-total            | 57          | 3           | 9           | 1                     | 0                     | 0                     | -          | -          | -          | -                              | -                              | -                              | -                              | 4         | 2         | 0         | 62    | 5     | 9     |
| Total sur la carrière | Total sur la carrière | Total sur la carrière | 564         | 105         | 127         | 68                    | 20                    | 14                    | 2          | 1          | 0          | -                              | 111                            | 16                             | 14                             | 4         | 2         | 0         | 749   | 144   | 155   |

## Palmarès

### En club
- Arsenal FC
  - Vainqueur de la FA Cup en 2014 et 2015.
  - Vainqueur du Community Shield en 2014 et 2015.
  - Vice-champion d'Angleterre en 2016

- Al-Sadd SC
  - Vainqueur de la Qatar Stars League en 2021 et 2022.
  - Vainqueur de la Coupe des Étoiles du Qatar en 2020.
  - Vainqueur de la Coupe du Qatar en 2020 et 2021
  - Vainqueur de la Coupe Crown Prince de Qatar en 2021
  - Finaliste de la Coupe du Qatar en 2023

### En sélection
- Espagne
  - Vainqueur de l'Euro en 2008 et 2012.

### Distinctions individuelles
- Joueur espagnol de l'année en 2007.
- Meilleur joueur d'Arsenal FC de en 2012-2013.
- Élu joueur du mois de janvier d'Arsenal FC en 2014.
- Élu joueur PFA du mois de décembre en 2014.
- Élu joueur PFA du mois de janvier en 2015.
- Homme du match face à Aston Villa en finale de FA Cup.
- Meilleur joueur de la Qatar Stars League en 2021[18].